# Bulbophyllum dentiferum
Bulbophyllum dentiferum är en orkidéart som beskrevs av Henry Nicholas Ridley. Bulbophyllum dentiferum ingår i släktet Bulbophyllum och familjen orkidéer. Inga underarter finns listade i Catalogue of Life.